# Cyclophyllum francii
Cyclophyllum francii är en måreväxtart som beskrevs av André Guillaumin. Cyclophyllum francii ingår i släktet Cyclophyllum och familjen måreväxter.
Artens utbredningsområde är Nya Kaledonien. Inga underarter finns listade i Catalogue of Life.